# Abbazia di Coupar Angus
L'abbazia di Coupar Angus era un edificio religioso cistercense sito in Scozia, attivo tra il XII e il XVI secolo, oggi quasi del tutto scomparso.

## Storia
Il villaggio di Coupar Angus anticamente rientrava nei possedimenti diretti del casato dei Dunkeld, e nel 1164 re Malcolm IV di Scozia decise di fondarvi un'abbazia, che concesse in gestione a un gruppo di monaci cistercensi fuoriusciti dell'abbazia di Melrose.
L'abbazia di Coupar Angus rimase per molti secoli uno dei maggiori centri religiosi della regione di Angus. Era affiliata all'influente clan Campbell all'inizio del XVI secolo, tanto che Donald Campbell fu l'ultimo abate prima della riforma protestante e l'abbazia godette della protezione di Katherine Campbell, contessa di Crawford. Nel 1559 tuttavia, col diffondersi del protestantesimo in Scozia, fu presa di mira dai convertiti e saccheggiata e parzialmente distrutta da una folla inferocita. Dopo la razzia molti monaci fuggirono, ma alcuni rimasero ad abitarla anche successivamente. L'abbazia fu infine sconsacrata con la morte dell'ultimo monaco residente nel 1606, e quindi incamerata nel patrimonio del nobile James Elphistone.
Da allora l'abbazia, ormai in rovina, fu utilizzata dai cittadini di Coupar Angus come cava di pietre per espandere la cittadina. All'inizio del XIX secolo le ultime pietre dell'abbazia furono usate per costruire la nuova chiesa di Coupar Angus, e da allora dell'edificio originale non è rimasto altro che una parte di parete con un piccolo ingresso.